# Josef Schelb
Josef Schelb (Bad Krozingen, 14 mars 1894 – Fribourg-en-Brisgau, 8 février 1977) est un compositeur, pianiste et professeur de composition, d'orchestration et de piano allemand. Il a composé environ 150 œuvres dans presque tous les genres musicaux existants.

## Biographie
Josef Schelb est le plus jeune des cinq fils d'un médecin généraliste et thermaliste, Albert Schelb, et de son épouse, Louise, née Östreicher. Il est élevé dans la tradition familiale bourgeoise catholique, dans la ville thermale de Bad Krozingen et à Fribourg-en-Brisgau, dans le sud-ouest de l'Allemagne. Son talent musical est tôt développé par l'enseignement au conservatoire de Bâle, où le directeur du conservatoire, Hans Huber, est un compositeur respecté. Après avoir fréquenté le lycée Bertold de Freibourg, il se décide définitivement à la carrière de musicien. Schelb poursuit ses études en Suisse, au Conservatoire de Genève, où il devient l'élève d'un des élèves de Liszt, Bernhard Stavenhagen. Il étudie également le contrepoint grâce à l'organiste Otto Barblan.
Pendant la Première Guerre mondiale, il fait son service, avec d'importantes restrictions de la création artistique. Mais à partir de 1916, Schelb développe une forte activité de concertiste à l'étranger. En outre, il travaille en tant que pédagogue et maître de conférences au conservatoire de Fribourg. Dès cette époque, il livre également en tant que compositeur ses œuvres pour piano et de musique de chambre.
En 1924, Joseph Schelb enseigne au conservatoire de Bad et en 1929, au conservatoire supérieur de Bade, près de Karlsruhe, une institution qu'il fréquente fidèlement (sauf l'interruption de la guerre) pendant 34 ans, jusqu'à sa retraite en 1958 ; en tant que maître de conférences et professeur de piano et plus tard, en tant que professeur de composition et d'orchestration. En outre, Schelb entreprend, surtout à la fin des années 1920, de vastes tournées de concerts à travers l'Europe et l'Amérique du Sud, notamment en tant que partenaire, à l'époque, du célèbre virtuose espagnol Juan Manén (1883–1971), avec lequel il donne 80 concerts — premier point culminant de sa carrière de pianiste. En 1936, il épouse Lotte Schuler, originaire de Bade, qui avait étudié d'abord dans sa classe de piano pour se tourner ensuite vers l'étude du chant à Berlin. Il joue en récitals avec la soprano dans le répertoire du Lied, dans de nombreux concerts dans les années 1960. Le coup le plus dur dans la vie de Schelb est marqué par un raid aérien sur Karlsruhe en 1942, lors duquel la plupart de ses œuvres créées précédemment et tous ses biens sont réduits en cendre dans un incendie.

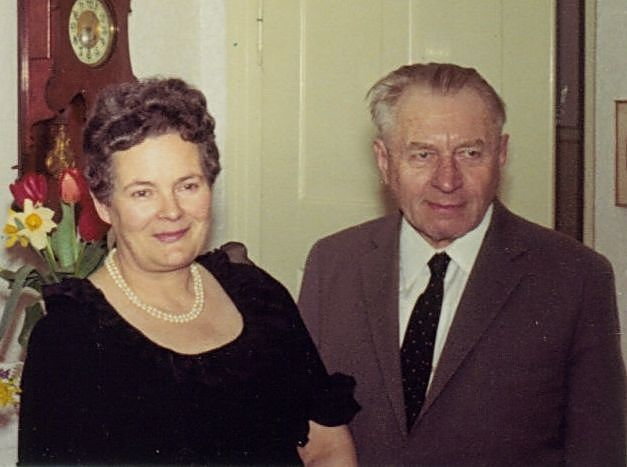
Josef Schelb avec sa femme, la soprano Lotte Schelb.

Après son départ à la retraite, Joseph Schelb vit dans les environs de Baden-Baden, ville d'origine de sa femme. Dans la proximité spatiale et spirituelle des solistes et chefs d'orchestre de l'époque, l'orchestre symphonique de la SWF assure la création d'œuvres symphoniques et de musique de chambre. Dans les dernières années de sa vie, le compositeur réside souvent dans son appartement de Feldberg-Falkau, dans le sud de la Forêt-Noire, à 1 000 m d'altitude, pour encore plus de tranquillité, de repos favorables à son travail. En 1969, à l'occasion de son 75e anniversaire, il est décoré de la croix fédérale du mérite. Après deux accidents vasculaires cérébraux Joseph Schelb meurt le 8 février 1977 dans un hôpital de Fribourg. Il est enterré au cimetière principal de Fribourg. À Bad Krozingen une place porte aujourd'hui son nom.

## Œuvre
Le catalogue de Josef Schelb comprend onze symphonies et huit autres œuvres pour orchestre comparables, avec pour titres Musique pour orchestre ou Movimento per orchestra, plusieurs concertos avec orchestre, avec et sans solistes, de la musique de chambre du duo jusqu'à la symphonie de chambre, pour piano, d'orgue et l'accordéon, des lieder, des compositions pour chœur, des ballets, Nocturne (1940, création au théâtre national de Mannheim en 1941) et La belle Lau (1943, première représentation à Sarrebruck, en 1952), l'opéra avec Charlotte Corday (1942), Les Faucons (1963) et Élodie (1975), ainsi que la musique de scène, Der gestutzte Eros (1963) d'Herbert Tjadens, enfin pour la radio, Xanthippe d'Herbert Tjadens (1964). Dans le domaine de la musique spirituelle domine avant tout la cantate De Sancta Trinitate pour soli, chœur et orchestre, de 1930.
Stylistiquement, les œuvres de Schelb s'étendent du romantisme tardif à l'impressionnisme et à l'expressionnisme jusqu'à une tradition empreinte de modernité avancée, la tonalité ou le dodécaphonisme. On trouve des influences de compositeurs comme Claude Debussy, Max Reger, Paul Hindemith, Béla Bartók et la seconde école de Vienne dans sa Précipitation musicale (Musik Niederschlag). Des chefs d'orchestre tels qu'Hermann Scherchen, Josef Krips, Hans Rosbaud, Ferdinand Leitner, Bernard Haitink, Hans Müller-Kray et Paul Angerer ont dirigé des créations d'œuvres pour orchestre. D'autres musiciens et artistes, parmi lesquels Ellen Epstein et Sontraud Speidel (piano), Martin Schmeding (orgue), Albert Dietrich et Jean-Eric Soucy (alto), Martin Ostertag (violoncelle), Sepp Fackler (clarinette), Anton Hollich (clarinette basse), Helmut Koch (cor anglais), Lotte Schelb et Kornelia Eng (soprano), ont interprété des compositions de Joseph Schelb et, certains, au disque.
Depuis 2008, l'ensemble des partitions et archives Joseph Schelb sont conservées à la Badische Landesbibliothek de Karlsruhe

## Discographie
- Musique pour orchestre : Musique pour orchestre n° 1 et n° 2, Movimento II pour orchestre symphonique, Concerto pour violon, violoncelle et orchestre - Günther Weigmann, Anton Käsmeier ; RSO Stuttgart, SWR, Orchestre symphonique de Baden-Baden, et de Fribourg, dir. Hans Müller-Kray, Jiri Starek, Hilmar Schatz (Bayer Records Cadenza 800 874).
- Musique pour orchestre, Vol. I : Movimento I per orchestra ; Musique pour orchestre n° 3 et n° 4 - Orchestre symphonique de Liepāja, dir. Paul Mann et Philharmonie de Baden-Baden, dir. Pavel Baleff (2018, Toccata Classics TOCC 0426) (OCLC 1030820661).
- Musique de chambre : Concerto pour clarinette basse, Quintette pour clarinette, Trio à cordes, Concerto pour cor anglais - Anton Hollich (clarinette basse), Ensemble de chambre Südwestdt, dir. Roger Epple, Helmut Koch (cor anglais), Südwestdt. Orchestre de chambre de Pforzheim, dir. Paul Angerer ; Sepp Fackler (clarinette), Bus-Quartet : Diego Pagin, violon ; Jean-Eric Soucy, alto ; Martin Ostertag, violoncelle (1968-1995, Antes Edition, BM-CD 31.9080) (OCLC 39217467).
- Josef Schelb : Quatuor à cordes n° 4 ; Cantate « Enfance » d'après R.-M. Rilke pour soprano et quatuor à cordes ; Quatre chants, d'après des textes de Georg Trakl ; Sextuor pour flûte, clarinette et quatuor à cordes - Kornelia Eng, soprano ; membres de l'orchestre symphonique de la SWR de Baden-Baden et Fribourg (1998, Ars-Produktion FCD-368 363) (OCLC 314257913).
- Piano : musique pour piano n° 2, Partita ritmica pour 2 pianos, 15 petites pièces pour piano (1954), Quatre pièces pour piano (1962) - Sontraud Speidel, Ruben Meliksetian, piano (2003, Antes Edition BM-CD 31.9188) (OCLC 906536593).
- Pièces pour piano à 2 et 4 mains : Petite sonate pour piano à 4 mains (1940) ; Sehnsuchtstanz de la Lau (3 Pièces pour piano, d'après le Ballet « La belle Lau ») ; 10 petites pièces pour piano (1949) ; 3 pièces pour piano, op. 6 (1917) ; Tanzsuite pour 2 pianos d'après le Ballet « Notturno » - Sontraud Speidel, Ira Marie Witoschynskyj, Ruben Meliksetian (2013, Ars-Produktion ARS38 522) (OCLC 865099573).
- 21 Lieder : 5 Storm-Lieder, 3 Hebbel-Lieder, 3 Dauthendey-Lieder, 2 Lieder après Kalidasa, 5 Lieder après de vieux textes chinois ; 3 Rilke-Lieder - Kornelia Eng, soprano ; Felicitas Strack, piano (2000, Ars-Produktion FCD-368 387) (OCLC 314270144).
- La musique d'orgue : Œuvre d'orgue I-V et Martin Schmeding, à l'orgue Karl Schuke de l'Immanuelskirche de Wuppertal (2-4 novembre 2009, SACD Ars-Produktion ARS38 049) (OCLC 811452015).
- Musique de chambre avec clarinette : Sonate pour clarinette et piano (1947), Quintette pour clarinette (1954), Quatuor pour clarinette, alto, violoncelle et piano (1955) et Quatuor pour clarinette, violon, violoncelle et piano (1965) - Bettina Beigelbeck, clarinette ; Busch Kollegium Karlsruhe (2014/2016, Toccata Classics TOCC 0358) (OCLC 1011362714).